# Miss Beni 2016
La 36º edición del certamen Miss Beni, correspondiente al año 2016 se celebró el día 9 de abril organizado por la Agencia Mario Garrido Eventos "M.G.E." en Los Salones del Club Social 18 de noviembre de la Ciudad de Trinidad. Concursantes de todo el Beni competieran por este título de belleza. Al finalizar la velada, la Miss Beni 2015, Diarra Torrez de Riberalta y Srta Beni 2015, Andrea Velasco de Trinidad, entregaran sus corona a su sucesoras. 
- Presentación oficial de candidatas, 31 de marzo a hrs 10 a. m. en el hotel Santa Anita, dónde estarán hospedadas muy confortables 
- Antesala, San Borja (2 y 3 de abril )
- Elección Mejor Traje Típico en el complejo turístico municipal "Laguna Suárez " miércoles 6 a hrs 20 
- Gala de la belleza ( elecciones previas ) Churrasqueria "La Estancia " jueves 7 a hrs 20 
- Noche final del certamen, sábado 9 de abril en los salones del club social 18 de noviembre de Trinidad a hrs 21 : 00

## Resultados Finales
| Resultados Final    | Miss/Srta           | Delegada                           |
| Miss Beni 2016      | - Miss Guayaramerín | - Soraya Salinas Salinas           |
| Srta Beni 2016      | - Miss Santa Ana    | - Jhomira Rocha Arteaga            |
| Miss Moxitania 2016 | - Miss Trinidad     | - Issel Suárez Menacho             |
| 1º Finalista        | - Miss Reyes        | - Lara Villar Rodríguez            |
| 2º Finalista        | - Srta Trinidad     | - Maria del Rosario Rivero Montero |
| 3º Finalista        | - Miss San Ramon    | - Liz Angie Arraiga Wunder         |

## Títulos Previos
Para entregar los títulos previos se entregaran en diferentes las provincias del Beni para promocionar el turismo 
En las inmediaciones de la Churrasqueria La Estancia, se llevó a cabo la GALA DE LA BELLEZA o elecciones previas del certamen Miss Beni 2016.
| Tìtulos                            | Municipio           | Candidata                           |
| Miss Talento                       | - Miss Guayaramerín | - Soraya Salinas Salinas            |
| Mejor Cabellera Stetic Marion      | - Miss Guayaramerín | - Soraya Salinas Salinas            |
| Miss Deporte Vía Sport             | - Miss Santa Rosa   | - Eva Consuelo Gongora Suárez       |
| Miss Elegancia Boutique Caramelo   | - Miss Reyes        | - Lara Villar Rodríguez             |
| Miss Silueta Paceña                | - Miss Santa Ana    | - Jhomira Rocha Arteaga             |
| Mejor Sonrisa Ríe                  | - Srta Trinidad     | - Maria del Rosario Rivero Montero  |
| Mejor Rostro Tival                 | - Miss Riberalta    | - Yancarla Ambica Cardenas Martínez |
| Miss Shin Tempo                    | - Miss San Ramon    | - Liz Angie Arraiga Wunder          |
| Miss Fotogènica Jorge Walter Prod. | - Miss Santa Ana    | - Jhomira Rocha Arteaga             |
| Mejor Traje Típico                 | - Miss Guayaramerín | - Soraya Salinas Salinas            |
| Miss Amistad y Simpatía            | - Miss Santa Rosa   | - Eva Consuelo Gongora Suárez       |

## Candidatas
- 12 candidatas fueron confirmadas a competir por la corona del Miss Beni 2016[4]

(En la tabla se utiliza su nombre completo, los sobrenombres van entrecomillados y los apellidos utilizados como nombre artístico, entre paréntesis; fuera de ella se utilizan sus nombres «artísticos» o simplificados)
| Municipio         | Nombre                            | Edad    | Estatura    |
| Miss Guayaramerín | Soraya Salinas Salinas            | 20 años | 1,60 metros |
| Miss Reyes        | Lara Villar Rodríguez             | 19 años | 1,75 metros |
| Srta Reyes        | Grecia Álvarez Salas              | 23 años | 1,76 metros |
| Miss Riberalta    | Yancarla Ambica Cardenas Martínez | 20 años | 1,74 metros |
| Srta Riberalta    | Dayara Molina Fernández           | 18 años | 1,77 metros |
| Miss Santa Ana    | Jhomira Rocha Arteaga             | 21 años | 1,60 metros |
| Miss San Borja    | Rosa Janneth Ramírez Velarde      | 18 años | 1,80 metros |
| Srta San Borja    | Liset Guarena Yohiri              | 18 años | 1,71 metros |
| Miss San Ramon    | Liz Angie Arraiga Wunder          | 18 años | 1,68 metros |
| Miss Santa Rosa   | Eva Consuelo Gongora Suárez       | 18 años | 1,70 metros |
| Miss Trinidad     | Issel Suárez Menacho              | 24 años | 1,68 metros |
| Srta Trinidad     | Maria del Rosario Rivero Montero  | 21 años | 1,74 metros |

## Datos acerca de las Candidatas
Concursos de Bellezas;
- Issel Suárez (Miss Trinidad) - Ganó Miss Fitnes Trinidad 2013 y participó en el Miss Fitnes Sport Beni 2013.
- Yancarla Cardenas (Miss Riberalta) - fue Miss Beni Estudiantil 2013, ganó Miss Bolivia Estudiantil 2013 y participó en la elección Ñusta Universitaria 2016 (representando a la Universidad de Pando) en la cual resultó de tercer lugar como la Musa Mas Churra 2016.
- Liset Guarena (Srta San Borja) - ganó el título de Miss Juegos Plurinacionales 2013.

### Designadas;
- Soraya Salinas (Miss Guayaramerin) fue designada por la alcaldía de Guayaramerin porque no se pudo realizar el concurso.
- Issel Suárez (Miss Trinidad) y Maria Rivero (Srta Trinidad) fueron designadas por el organizador del Miss Trinidad Mario Garrido.
- Jhomira Rocha (Miss Santa Ana) fue designada por la organización de Santa Ana.

Las demás candidatas compitieron en los regionales y salieron ganadoras.

## Candidatas Retiradas
- Kresehely Balcazar, tenía que participar del concurso representando a (Guayaramerin) pero después declino participar por razones desconocidas.
- Giuliana Arteaga (Miss Rurrenabaque) era candidata confirmada a participar pero días antes de la presentanciòn de las candidatas declino participar por problemas de estudios.
- Sheyla Cholima Saavedra[17] (Miss Yacuma) fue candidata confirmada pero no se presentó en la presentación oficial de las candidatas por razones desconocidas.